# Rhaphidostichum papuanum
Rhaphidostichum papuanum là một loài rêu trong họ Sematophyllaceae. Loài này được E.B. Bartram mô tả khoa học đầu tiên năm 1959.